# 张店镇 (六安市)
张店镇，是中华人民共和国安徽省六安市金安区下辖的一个乡镇级行政单位。

## 行政区划
张店镇下辖以下地区：
街道社区、楼塘村、小庙岗村、柽树庵村、塘墩村、白塔寺村、双庙村、金星村、牌坊村、左大桥村、杭淠村、永丰村、金冲村、从全村、张墩村、张店村、关塘村、新街村、长岗村、金庵村、松林岗村、洪山村、塔山寺村、太平桥村和茶行村。